# ريتشارد سانتياغو
ريتشارد سانتياغو (مواليد 28 سبتمبر 1970) هو ملاكم من بورتوريكو، مثّل بلاده في الألعاب الأولمبية الصيفية 1992.

## روابط خارجية
ريتشارد سانتياغو على موقع أوليمبيديا (الإنجليزية)